# Rotterdam Records
Rotterdam Records was een Nederlands platenlabel dat in 1992 werd opgericht door de uit Rotterdam afkomstige DJ Paul Elstak. Rotterdam Records was wereldwijd het eerste opgerichte label dat zich specifiek concentreerde op de Hardcore house. In 1992 bracht het label hardcoreklassiekers als "Alles Naar De Klote" van Euromasters. Later dat jaar volgden andere klassiekers als "No Women Allowed" van Sperminator en "Poing" van Rotterdam Termination Source, dat op nummer 2 in de top-40 stond, uit.
Rotterdam Records behoorde tot de Nederlandse platengigant Mid-Town Records. Rotterdam Records zelf had sub-labels genaamd Forze Records en Terror Traxx.
Voormalige artiesten zijn onder andere:
- Paul Elstak
- Rotterdam Termination Source
- Euromasters
- General Noise
- Holy Noise
- DJ Rob
- Neophyte
- The Headbanger
- Evil Activities
- Elite Forces
- Outrage
- Prankster